# Asura rubrimargo
Asura rubrimargo är en fjärilsart som beskrevs av George Francis Hampson 1894. Asura rubrimargo ingår i släktet Asura och familjen björnspinnare. Inga underarter finns listade i Catalogue of Life.